# Michel Mourlon
Pour les articles homonymes, voir Mourlon.
Michel Mourlon (né à Molenbeek-Saint-Jean, le 11 mai 1845 - décédé à Watermael-Boitsfort le 25 décembre 1915), docteur en sciences naturelles de l'Université libre de Bruxelles, est un géologue, paléontologue, qui fut également conservateur du Muséum des sciences naturelles de Belgique.

## Biographie
Michel Mourlon est le fils de Charles Mourlon (1810 - 1875), officier français puis industriel, et de Sophie Gendebien (1815-1883), qui s'étaient mariés à Bruxelles en 1844. Il est le petit-fils d'Alexandre Gendebien.
En 1863, il est docteur en sciences naturelles. Il est fait agrégé à la suite de la défense d'une thèse qui portait sur des travaux effectués au centre de la France. En mars 1872, il est nommé conservateur au Musée d'Histoire Naturelle.
Il collabore à la carte géologique de la Belgique, dont la réalisation fut confiée en 1878 au directeur du Musée d'Histoire Naturelle, Édouard Dupont. Michel Mourlon s'occupe particulièrement du Dévonien.
Il devient membre correspondant (1876) puis membre (1886) de l'Académie royale des Sciences et Belles-Lettres de Bruxelles.
Le gouvernement décide, par décret du 16 décembre 1896, de créer un service administratif de géologie rattaché à l'Administration des mines
Michel Mourlon obtient le grade d'inspecteur des mines. Il prend sa retraite en 1912, comblé de distinctions honorifiques.
Il avait épousé à Bruxelles en 1875 Julie Borel, fille d'un consul de Suisse. La sœur de Julie, Mathilde Borel, avait épousé en 1870 Auguste Beernaert, futur premier ministre de Belgique et prix Nobel. Auguste Beernaert n'ayant pas eu d'enfants, les fils de Michel Mourlon et de Julie Borel furent autorisés à s'appeler Mourlon Beernaert.